# Sylwia Góra
Zawartość tej strony może naruszać prawa autorskie.
Tekst źródłowy prawdopodobnie pochodzi z:
Patrz raport 
1. Nie usuwaj tego szablonu. Zostanie on usunięty, jeżeli prawa autorskie tego artykułu zostaną wyjaśnione.
2. Jeżeli potrafisz, napisz artykuł tak, aby nie naruszał praw autorskich.
3. Jeżeli masz prawa autorskie do tej treści lub masz zgodę na publikację zgodną z naszą licencją, prosimy, napisz o tym na stronie dyskusji tego artykułu i na stronie Wikipedia:Lista NPA oraz zastosuj procedurę zamieszczania haseł wcześniej opublikowanych.
4. Artykuł zostanie usunięty, jeżeli status praw autorskich do zawartych w nim treści nie zostanie wyjaśniony.

Powielanie materiałów chronionych prawami autorskimi – bez zezwolenia właściciela tych praw – jest pogwałceniem obowiązującego prawa, jest też sprzeczne z ustaleniami Wikipedii. Osobom, które regularnie wstawiają takie materiały, może zostać odebrane uprawnienie edytowania Wikipedii.
Sylwia Góra (ur. w Częstochowie) – kulturoznawczyni, literaturoznawczyni, doktor nauk humanistycznych, absolwentka Polskiej Szkoły Reportażu, pisarka, animatorka kultury, dziennikarka.

## Życiorys
W 2007 ukończyła I LO im. Juliusza Słowackiego w Częstochowie. Mając 18-19 lat pracowała w lokalnej gazecie – przeprowadzała rozmowy z artystami związanymi z Częstochową. W 2007 wyjechała na studia do Krakowa. W latach 2008–2013 studiowała filologię polską na Uniwersytecie Jagiellońskim oraz kulturoznawstwo w Akademii Ignatianum w Krakowie. Laureatka Stypendium Ministra Nauki i Szkolnictwa Wyższego za wybitne osiągnięcia w roku akademickim 2012/2013. W latach 2014–2015 odbyła studia podyplomowe na Uniwersytecie Ekonomicznym w Krakowie. W 2017 uzyskała stopień doktorki nauk humanistycznych na podstawie pracy Życie i twórczość Ewy Kierskiej-Hoffmann na tle krakowskiego środowiska artystycznego i kultury jej czasów w Instytucie Kulturoznawstwa na Akademia Ignatianum w Krakowie.
Współorganizuje Festiwal Dekonstrukcji Słowa Czytaj! w Częstochowie. Współredaktorka monografii naukowych: Świat zmysłów, O znaczeniu zmysłów w kulturze, Oblicza szaleństwa w kulturze, Sztuka – wartość – sacrum. Księga jubileuszowa dedykowana Profesorowi Pawłowi Taranczewskiemu. W 2020 napisała biograficzną książkę o krakowskiej artystce malarce Ewa Kierska. Malarka melancholii. W 2022 wydała książkę reportażową Kobiety, których nie ma. Bezdomność kobiet w Polsce, która powstała na bazie historii kobiet w kryzysie bezdomności. 
Autorka „Herstorii” – cyklu tekstów o częstochowskich artystkach, poetkach, pisarkach, muzyczkach, animatorkach.  
Publikowała m.in. w „Estetyce i Krytyce”, „Kwartalniku Filozoficznym”, „Episteme”, „Krytyce Politycznej”, „Kulturze Liberalnej”. Współpracuje z Fundacją Kosmos dla dziewczynek, a także z „Co, gdzie, kiedy”.
W 2015 współtworzyła II Małopolski Kongres Kobiet w Krakowie.
W 2018 wróciła do Częstochowy, gdzie pracuje w Miejskiej Bibliotece Publicznej im. dra Władysława Biegańskiego.
w 2021 została wyróżniona mianem Ambasadorki Częstochowy w projekcie „Twarze Przyszłości”.

## Książki
- Kobiety, których nie ma. Bezdomność kobiet w Polsce, Wydawnictwo: Marginesy, 2022[19]
- Ewa Kierska. Malarka melancholii, Wydawnictwo: Universitas, 2021[20]

## Wybrane teksty[1]
- Awangardowa tożsamość Muzeum Sztuki w Łodzi – mit czy rzeczywistość? [w:] „Czas kultury”, nr 4/2020.
- Jedyna kobieta w okolicy, Krytyka Polityczna, 8.03.2019
- Nauczanie malarstwa i rysunku w Akademii Sztuk Pięknych w Krakowie w latach 1818-2018, [w:] 200 lat Akademii Sztuk Pięknych w Krakowie 1818‑2018, Wydawnictwo Akademii Sztuk Pięknych w Krakowie, tom 1, 2019
- Artyści widzą więcej piękna, [w:] Kwartalnik Filozoficzny, Polska Akademia Umiejętności, tom XLV, zeszyt 2, 2017
- Mizoginia – męska choroba, czyli strach przed kobietami, [w:] Anatomia strachu. Strach, lęk i ich oblicza we współczesnej kulturze, Wydawnictwo Akademii Ignatianum w Krakowie, 2017
- Katarzyna Kobro – artystka osobna czy Pani Strzemińska?, [w:] Kobiety niepokorne. Reformatorki - buntowniczki - rewolucjonistki. Herstorie pod red. Izabeli Desperak i Ingi Kuźmy, Wydawnictwo Uniwersytetu Łódzkiego, 2016
- Sztuka odsłaniania w twórczości Francisa Bacona, [w:] „Estetyka i Krytyka”, Uniwersytet Jagielloński Polskie Towarzystwo Filozoficzne Uniwersytet Gdański, 1/2015. nr 36
- Czy to jeszcze sztuka? Dylematy współczesnej estetyki, [w:] Ogrody Nauk i Sztuk, nr 4, 2014
- Rola milczenia w sztuce performance Mariny Abramović, [w:] Milczenie. Antropologia - hermeneutyka, Akademia im. Jana Długosza w Częstochowie, 2014
- Wytyczanie granic między normalnością a nie-normalnością na przykładzie powieści Stanisława Lema „Szpital przemieniania”, [w:] Tekstoteka Filozoficzna, Uniwersytet Opolski, nr 3, ISSN 2299-8152, 2014
- O możliwości zaistnienia sacrum w sztuce, [w:] „Perspektywy Kultury”, Czasopismo naukowe Instytutu Kulturoznawstwa Akademii Ignatianum w Krakowie, 2/2014, nr 11